# Santa Águeda dos Góticos (diaconia)
Santa Águeda dos Góticos ou Santa Águeda dos Godos (em latim, Sancta Agathae in Urbe) é uma diaconia instituída no século VIII, pelo Papa Leão III, com o nome de Santa Águeda na Diaconia (ou do Cavalo de Mármore, in Equo Marmoreo, por causa de sua proximidade com uma estátua equestre de Júlio César) ou Santa Águeda do Subúrbio.
A igreja a que o título é dedicado, Santa Águeda dos Godos, tem origem antiga. Durante a ocupação dos godos no século VI, era dedicado ao culto ariano, e a partir desse momento, ele era conhecido como Santa Águeda dos Godos. Quando a Igreja caiu em ruínas, na primeira metade do século XVI, o cardeal foi transferido para a igreja diaconal de Santa Águeda em Suburra (no Subúrbio). Durante o pontificado do Papa Pio XI o título manteve-se na igreja de Suburra, mas foi rebatizado para Santa Águeda dos Godos.

## Titulares protetores
- Giovanni (circa 1030 ou 1025-1036)
- Oderisio (ou Oderisius), O.S.B. (1059-1088)
- Oderisio dei Conti di Sangro, O.S.B. (1112-1122)
- Vitale Savelli (1130?-?)
- Oderisio (1131-1137), pseudocardeal do Antipapa Anacleto II
- Benedetto Caetani, in commendam pro illa vice (1291 - 1294) Eleito Papa Bonifácio VIII
- Bernard de Garves (ou Jarre) (1310-1316)
- Galeotto Tarlati de Petramala (1378-1388)
- Louis de Bar (1397-1409), pseudocardeal do Antipapa Bento XIII
- Bartolomé Martí (1496-1500)
- Ludovico Prodocator, título pro illa vice (1500-1504)
- Gabriele de 'Gabrielli, in commendam (1505-1507)
- Vacante (1507-1517)
- Ercole Rangoni (1517-1527)
- Pirro Gonzaga (1528-1529)
- Francesco Pisani (1529-1545)
- Tiberio Crispo (1545-1551); título pro illa vice (1551-1562)
- Fulvio Giulio della Corgna, O.S.Io.Hieros., título pro illa vice (1562-1565)
- Giovanni Michele Saraceni, título pro illa vice (1565)
- Giovanni Battista Cicala, título pro illa vice (1565-1568)
- Tolomeo Gallio (1568-1587)
- Girolamo Mattei (1587)
- Benedetto Giustiniani (1587-1589)
- Frederico Borromeu (1589-1591)
- Carlos III de Lorena-Vaudémont (1591-1607)
- Luigi Capponi (1608-1620)
- Marcantonio Gozzadini, título pro illa vice (1623)
- Ottavio Ridolfi, título pro illa vice (1623-1624)
- Francesco Barberini, Sr. (1624-1632)
- Antonio Barberini (1632-1642)
- Giulio Gabrielli (1642-1655)
- Giovanni Stefano Donghi (1655-1669)
- Frederico de Hesse-Darmstadt (1670-1682)
- Girolamo Casanate (1682-1686)
- Felice Rospigliosi (1686-1688)
- Benedetto Pamphilj (1688-1693)
- Carlo Bichi (1693-1718)
- Lorenzo Altieri (1718-1730)
- Carlo Colonna (1730-1739)
- Carlo Maria Marini (1739-1741)
- Alessandro Albani (1741-1743)
- Agapito Mosca (1743-1760)
- Girolamo Colonna di Sciarra (1760-1763)
- Prospero Colonna di Sciarra (1763-1765)
- Ludovico Maria Torriggiani (1765-1777)
- Domenico Orsini de Aragão (1777-1779)
- Andrea Negroni (1779-1789)
- Raniero Finocchietti (1789-1793)
- Ludovico Flangini (1794-1800)
- Ercole Consalvi (1800-1817)
- Agostino Rivarola (1817-1826)
- Juan Francisco Marco y Catalán (1829-1841)
- Giacomo Antonelli (1847-1868); in commendam (1868-1876)
- Frédéric de Falloux du Coudray (1877-1879)
- Giuseppe Pecci, S.J. (1879-1890)
- Vacante (1890-1894)
- Andreas Steinhuber, S.J. (1894-1907)
- Gaetano Bisleti (1911-1928); título pro illa vice (1928-1937)
- Konrad von Preysing Lichtenegg-Moos, título pro illa vice (1946-1950)
- John Francis D'Alton, título pro illa vice (1953-1963)
- Enrico Dante (1965-1967)
- Silvio Angelo Pio Oddi (1969-1979); título pro illa vice (1979-2001)
- Tomáš Špidlík, S.J. (2003-2010)
- Raymond Leo Burke (2010-2021); título pro hac vice (desde 2021)